# Ротвейлер (фільм)
Ротвейлер (англ. Rottweiler) — іспанський фантастичний фільм жахів 2004 року.

## Сюжет
Коли ув'язнений Данте збігає з-під варти, його тюремники вирішують випробувати нову, безвідмовну зброю. Слідами зухвалого втікача мчиться безжалісний робот-ротвейлер зі сталевими щелепами і безпомилковим нюхом на людську плоть. Цей невразливий звір не знає втоми і болю, а кожна нова сутичка лише множить його силу і сказ. У пустельних непривітних землях, так схожих на пекло, Данте не чекає порятунку, а кожний, хто наважиться допомогти йому, заплатить за це своїм життям. Залізне дихання пекельного пса стає все ближче. Хто переможе в смертельному двобої між людиною і машиною?

## У ролях
- Вільям Міллер — Данте
- Ірена Монтала — Ула
- Пауліна Гальвес — Алійа
- Корнелл Джон — Донгоро
- Льюіс Омар — охоронець Борг
- Пол Неші — Кафард
- Іларіо Бісі-Педро — Аранда
- Ніколас Аарон — Шугарман
- Лоло Ерреро — Начо
- Рамата Койте  — Берта
- Барбара Елоррьета — жінка в білому
- Івана Бакеро — Есперанса
- Роберто Хійон — Саід
- Абдель Хамід Крім — Абу
- Левінсон — Моха
- Ролкіс Буено — старший помічник
- Санта Морел — дівчина у вікні
- Лам Чен — нарко-бос
- Ларіса Ганга — повія
- Франциско Гутьєррес — трансвестит
- Анна Албіч — беззуба жінка
- Зеус — ротвейлер

в титрах не вказані
- Йохан Бенет — Пауло
- Вільямс Канга — наркоторговець